# Rodolfo Gamarra
Rodolfo Vicente Gamarra Varela (ur. 10 grudnia 1988 w Asunción) – paragwajski piłkarz występujący najczęściej na pozycji napastnika. Od 2009 roku zawodnik Libertadu, grającego w Primera División de Paraguay.

## Początki
Gamarra dorastał w Limpio, gdzie stawiał pierwsze kroki w zespole Sportivo Limpeño. W 2004 roku został zaproszony przez Rogelio Delgado do drużyn juniorskich jednego z najpopularniejszych i najbardziej utytułowanych zespołów w Paragwaju - Libertadu.

## Kariera klubowa
Członkiem seniorskiej drużyny stołecznego Libertadu Gamarra jest od 2009 roku.

### Statystyki klubowe
| Klub     | Sezon | Rozgrywki                    | Mecze | Gole |
| -------- | ----- | ---------------------------- | ----- | ---- |
| Libertad | 2010  | Primera División de Paraguay | 0     | 0    |
| Libertad | 2009  | Primera División de Paraguay | 35    | 8    |

Ostatnia aktualizacja: 1 stycznia 2010.

## Kariera reprezentacyjna
W dorosłej reprezentacji Paragwaju Gamarra zadebiutował w 2010 roku.

### Statystyki reprezentacyjne
| Reprezentacja | Rok  | Mecze | Gole |
| ------------- | ---- | ----- | ---- |
| Paragwaj      | 2010 | 2     | 0    |

Ostatnia aktualizacja: 26 maja 2010.